# Eulocastra argyrostrota
Eulocastra argyrostrota är en fjärilsart som beskrevs av George Francis Hampson 1916. Eulocastra argyrostrota ingår i släktet Eulocastra och familjen nattflyn. Inga underarter finns listade i Catalogue of Life.